# 3791 Marci
3791 Marci је астероид главног астероидног појаса чија средња удаљеност од Сунца износи 2,883 астрономских јединица (АЈ).
Апсолутна магнитуда астероида је 12,6.